# Valencia del Ventoso
Valencia del Ventoso là một đô thị trong tỉnh Badajoz, Extremadura, Tây Ban Nha. Theo điều tra dân số 2006 (INE), đô thị này có dân số là 2.325 người.
37°09′B 5°55′T / 37,15°B 5,917°T